# 2021년 10월
| 2021년: 1월 · 2월 · 3월 · 4월 · 5월 · 6월 · 7월 · 8월 · 9월 · 10월 · 11월 · 12월 |

| \| 2021년 10월 1일 (금요일) \| \| 편집 \| |  |      |
| 경제와 비즈니스 - 베네수엘라가 높은 인플레이션으로 인해 복잡해진 회계의 단순화를 위해, 100만 볼리바르를 1볼리바르로 바꾸는 화폐 개혁을 단행하고 새로운 화폐를 공개하였다. - 베네수엘라는 앞서 우고 차베스 대통령 집권기였던 2008년 1000분의 1로, 니콜라스 마두로 대통령 집권기인 2018년에 10만분의 1로 화폐 개혁을 실시하였다. 초인플레이션으로 인하여 미래 전망은 비관적인 것으로 알려졌다. - 국제통화기금(IMF)이 추정하는 2021년 말 기준 베네수엘라의 연간 인플레이션은 약 5,500%이다. 군사 - 대한민국 제73주년 국군의 날 행사가 포항의 제1해병사단 인근 영일만 일대에서 열렸다. - 사상 처음으로 해병대 주관으로 행사가 진행되었다. - 문재인 대통령 내외와 서욱 국방부 장관 등이 참석하였다. 해병 1기 이봉식 옹이 참석, 국기에 대한 경례 맹세문을 낭독하였다. 문화와 예술 - 2020년 세계 박람회: 아랍에미리트 두바이에서 192개국이 참여하는 세계 박람회(엑스포, EXPO)가 열렸다. 2020년 10월 20일 개최 예정이었으나 감염증 유행으로 개최가 미루되, 2020년 하계 올림픽과 마찬가지로 명칭은 그대로 사용하기로 하였다. 박람회는 오는 2022년 3월 31일까지 진행될 예정이다. - 넷플릭스 오리지널 프로그램인 오징어게임이 인도에서도 1위를 기록, 현재 서비스 중인 83개국 모두에서 1위를 기록한 첫 작품이 되었다. 9월 30일 인도를 제외한 82개 국가에서 1위를 기록한 오징어 게임은, 1일 집계 결과 인도에서 1위로 올랐으며, 터키와 덴마크에서는 2위로 한 계단씩 하락하였다. 보건 - 코로나19 범유행 - 대한민국의 0시 기준 누적 확진자 수가 313,773명으로 집계되었다. 전날 0시 대비 2,486명(국내 2,451, 해외유입 35)이 늘었다. 누계가 일부 정정(-2)되었다. - 미국 연방 대법원 대법관 브렛 캐버노가 확진되었다. |  |      |
| 2021년 10월 1일 (금요일) |  | 편집 |

| 2021년 10월 1일 (금요일) |  | 편집 |

| \| 2021년 10월 2일 (토요일) \| \| 편집 \| |  |      |
| 보건 - 코로나19 범유행 - 대한민국의 0시 기준 누적 확진자 수가 316,020명으로 집계되었다. 전날 0시 대비 2,248명(국내 2,221, 해외유입 27)이 늘었다. 누계가 일부 정정(-1)되었다. 정치와 선거 - 필리핀의 로드리고 두테르테 대통령이 내년 부통령 출마를 철회하고, 정계에서 은퇴하겠다고 밝혔다. 한편, 딸 사라 두테르테(Sara Duterte) 다바오 시장의 내년 대선 출마 가능성을 시사하였다. |  |      |
| 2021년 10월 2일 (토요일) |  | 편집 |

| 2021년 10월 2일 (토요일) |  | 편집 |

| \| 2021년 10월 3일 (일요일) \| \| 편집 \| |  |      |
| 경제와 비즈니스 - 판도라 페이퍼스 - 국제탐사보도언론인협회(ICIJ)가 1,190만여 건의 파일을 검토·분석한 내용의 판도라 페이퍼스를 공개하였다. - 2016년 공개한 파나마 페이퍼스 이후 5년 만의 ICIJ 보고서이다. 전 세계의 전·현직 정치인, 억만장자 등 수백 여 명의 탈세·돈세탁 등 불법행위 내용을 담고있는 것으로 알려졌다. 보건 - 코로나19 범유행 - 대한민국의 0시 기준 누적 확진자 수가 318,105명으로 집계되었다. 전날 0시 대비 2,086명(국내 2,058, 해외유입 28)이 늘었다. 누계가 일부 정정(-1)되었다. 정치와 선거 - 일본의 제100대 총리(내각총리대신)에 기시다 후미오 자유민주당(자민당) 총재가 취임하였다. 스가 요시히데의 뒤를 이은 기시다 총리는 총리 취임이후 새로운 내각(기시다 내각) 인선을 발표하였다. 기시다 총리는 지난 9월 29일 자민당 총재에 선출되었다. |  |      |
| 2021년 10월 3일 (일요일) |  | 편집 |

| 2021년 10월 3일 (일요일) |  | 편집 |

| \| 2021년 10월 4일 (월요일) \| \| 편집 \| |  |      |
| 과학과 기술 - 노벨상: 노벨 생리학·의학상 수상자로 데이비드 줄리어스와 아뎀 파타푸티언이 선정되었다. 사람의 몸에서 감각을 감지하는 분자를 세계 최초로 발견한 공로를 인정받아 수상자로 선정되었다. 경제와 비즈니스 - 헝다그룹과 계열사인 헝다 물업 주식이 홍콩 증권거래소에서 거래 정지되었다. 헝다그룹은 중화인민공화국 최대의 부동산 개발 업체이다. 헝다의 부채 규모는 약 3,000억 달러(한화 약 356 조 원)로, 최근 유동성 문제에 따른 파산 위기 상태로 알려졌다. 문화와 예술 - BTS와 콜드플레이가 협업한 곡 My Universe가 빌보드 핫 100 에서 1위에 올랐다. 가수끼리의 협업이 아닌 그룹 차원의 협업 곡이 1위에 오르기는 이번이 처음이다. BTS의 여섯 번째 빌보드 1위 곡이며, 콜드플레이의 빌보드 1위는 Viva la Vida 이후 13년 만이다. 보건 - 코로나19 범유행 - 대한민국의 0시 기준 누적 확진자 수가 319,777명으로 집계되었다. 전날 0시 대비 1,673명(국내 1,653, 해외유입 20)이 늘었다. 누계가 일부 정정(-1)되었다. |  |      |
| 2021년 10월 4일 (월요일) |  | 편집 |

| 2021년 10월 4일 (월요일) |  | 편집 |

| \| 2021년 10월 5일 (화요일) \| \| 편집 \| |  |      |
| 과학과 기술 - 마이크로소프트가 윈도우 운영 체제의 새 버전인 윈도우 11(Windows 11)을 정식 출시하였다. 6월 24일 새 버전을 발표한 이후 3개월여 만이다. 보건 - 코로나19 범유행 - 대한민국의 0시 기준 누적 확진자 수가 321,352명으로 집계되었다. 전날 0시 대비 1,575명(국내 1,557, 해외유입 18)이 늘었다. |  |      |
| 2021년 10월 5일 (화요일) |  | 편집 |

| 2021년 10월 5일 (화요일) |  | 편집 |

| \| 2021년 10월 6일 (수요일) \| \| 편집 \| |  |      |
| 보건 - 코로나19 범유행 - 대한민국의 0시 기준 누적 확진자 수가 323,379명으로 집계되었다. 전날 0시 대비 2,028명(국내 2,002, 해외유입 26)이 늘었다. 누계가 일부 정정(-1)되었다. - 세계보건기구(WHO)가 말라리아 예방 백신 RTS,S(RTS,S/AS01) 백신을 승인, 정식 사용을 허가하였다. RTS,S 백신의 시범사업은 지난 2019년 4월 말라위(23일), 가나(30일), 9월 13일 케냐 등에서 실시되었으며, 최근 백신 접종과 항말라리아 치료제를 함께 사용하는 등의 방법으로 사망률을 약 70% 이상 줄일 수 있는 것으로 보고되었다. |  |      |
| 2021년 10월 6일 (수요일) |  | 편집 |

| 2021년 10월 6일 (수요일) |  | 편집 |

| \| 2021년 10월 7일 (목요일) \| \| 편집 \| |  |      |
| 경제와 비즈니스 - 미국 상원이 오는 2021년 12월 3일까지 한시적인 부채한도 증액에 합의하였다. 민주당과 공화당이 부채 한도의 4,800억 달러(한화 약 571 조 원) 상향하기로 합의에 따라 당장 채무불이행(디폴트) 상태에 빠지는 상황은 피하였다. 2019년 미국 의회가 2021년 7월까지 부채한도 상한선 설정에 대한 유보를 결정하였으나, 이후 후속 입법이 이루어지지 않으면서 2021년 8월부터는 비상수단을 통해 재원을 조달 중이었다. 보건 - 코로나19 범유행 - 대한민국의 0시 기준 누적 확진자 수가 325,804명으로 집계되었다. 전날 0시 대비 2,427명(국내 2,400, 해외유입 27)이 늘었다. 누계가 일부 정정(-2)되었다. 사회 - 대한민국의 트랜스젠더 - 변희수 하사가 전역 취소소송 1심에서 승소하였다. 재해 - 2021년 지바현 북서부 지진: 일본 지바현의 북서부의 지바시 인근에서 모멘트 규모 5.9의 지진이 발생하였다. 이로 인하여 최소 25명 이상이 부상을 입는 등의 피해가 발생하였다. - 파키스탄 발루치스탄주 하나이(Harnai) 지역에서 모멘트 규모 5.9의 지진이 발생하였다. 지진으로 인하여 최소 24명이 숨지고, 300명 이상이 부상을 입은 것으로 알려졌다. |  |      |
| 2021년 10월 7일 (목요일) |  | 편집 |

| 2021년 10월 7일 (목요일) |  | 편집 |

| \| 2021년 10월 8일 (금요일) \| \| 편집 \| |  |      |
| 보건 - 코로나19 범유행 - 대한민국의 0시 기준 누적 확진자 수가 327,976명으로 집계되었다. 전날 0시 대비 2,176명(국내 2,145, 해외유입 31)이 늘었다. 누계가 일부 정정(-4)되었다. 정치와 선거 - 대한민국 제20대 대통령 선거, 국민의힘 후보 경선: 제2차 예비 경선 결과 원희룡, 유승민, 윤석열, 홍준표 후보가 본경선에 진출하였다. 안상수, 최재형, 하태경, 황교안 후보가 탈락, 후보자가 8명에서 4명으로 압축되었다. 국민의힘은 앞으로 열 차례의 TV 토론회를 거쳐 오는 11월 5일 최종 후보를 선출할 예정이다. |  |      |
| 2021년 10월 8일 (금요일) |  | 편집 |

| 2021년 10월 8일 (금요일) |  | 편집 |

| \| 2021년 10월 9일 (토요일) \| \| 편집 \| |  |      |
| 보건 - 코로나19 범유행 - 대한민국의 0시 기준 누적 확진자 수가 329,925명으로 집계되었다. 전날 0시 대비 1,953명(국내 1,924, 해외유입 29)이 늘었다. 누계가 일부 정정(-4)되었다. 정치와 선거 - 대한민국 제20대 대통령 선거, 더불어민주당 후보 경선: 순회 경선 경기 지역 경선이 치러졌으며, 개표 결과 이재명 후보가 59.29%의 과반 득표를 하며 1위를 하였다. 2위는 이낙연 후보로 30.52%를 득표하였다. - 누적 집계 결과 1위는 이재명 후보로 득표율 55.29%이다. 2위는 이낙연(33.99%) 후보, 3위는 추미애(9.11%) 후보, 4위는 박용진(1.61%) 후보 등으로 집계되었다. - 더불어민주당 후보 경선은 10월 10일 순회 경선 마지막 일정인 서울 지역 경선과 3차 국민선거인단 투표(3차 슈퍼위크)으로 마무리되고, 제20대 대통령 선거 후보자를 선출한다. - 오스트리아의 제바스티안 쿠르츠 총리가 부패 혐의와 관련하여 사임 의사를 표명하였다. |  |      |
| 2021년 10월 9일 (토요일) |  | 편집 |

| 2021년 10월 9일 (토요일) |  | 편집 |

| \| 2021년 10월 10일 (일요일) \| \| 편집 \| |  |      |
| 보건 - 코로나19 범유행 - 대한민국의 0시 기준 누적 확진자 수가 331,519명으로 집계되었다. 전날 0시 대비 1,594명(국내 1,560, 해외유입 34)이 늘었다. 스포츠 - 2020-21년 UEFA 네이션스리그, 결선 토너먼트: UEFA 네이션스리그 두 번째 대회에서 프랑스가 우승을 차지하였다. 프랑스는 결승전 경기에서 스페인을 2:1로 꺾고 우승컵을 들어올렸다. 정치와 선거 - 대한민국 제20대 대통령 선거, 더불어민주당 후보 경선: 경선 결과 이재명 후보가 더불어민주당의 대통령 선거 후보자로 선출되었다. 순회 경선 마지막 일정인 서울 지역 및 3차 국민선거인단 투표(3차 슈퍼위크) 결과, 누적 득표율 50.29%로 이재명 후보가 과반 득표로 1위, 결선 투표없이 대통령 선거 후보자에 선출되었다. |  |      |
| 2021년 10월 10일 (일요일) |  | 편집 |

| 2021년 10월 10일 (일요일) |  | 편집 |

| \| 2021년 10월 11일 (월요일) \| \| 편집 \| |  |      |
| 보건 - 코로나19 범유행 - 대한민국의 0시 기준 누적 확진자 수가 332,816명으로 집계되었다. 전날 0시 대비 1,297명(국내 1,284, 해외유입 13)이 늘었다. 스포츠 - 제125회 보스턴 마라톤가 열렸다. 벤슨 킵루토(Benson Kipruto, 케냐, 2:09:51)가 남자 부문에서, 다이애나 킵요게이(Diana Chemtai Kipyokei, 케냐, 2:24:45)가 여자 부문에서 각각 우승하였다. 작년 대회는 감염증 유행으로 인하여 대회 역사상 처음으로 취소되었고, 이에 따라 2년 만에 열린 대회이다. 1897년 대회가 시작된 이래 10월에 경기가 치러지기는 처음이다. 정치와 선거 - 오스트리아의 연방총리: 알렉산더 샬렌베르크가 오스트리아의 새 총리로 취임하였다. - 샬렌베르크 신임 총리는 외무장관 출신으로, 수도 빈의 호프부르크 궁에서 취임 선서를 하고, 공식 취임하였다. - 전임 제바스티안 쿠르츠 총리가 부패 혐의와 관련하여 10월 9일 사임 의사를 표명한지 이틀 만이다. 쿠르츠 전 총리는 총리직만 사임하고, 국민당 당대표와 의원직은 유지할 것으로 알려졌다. |  |      |
| 2021년 10월 11일 (월요일) |  | 편집 |

| 2021년 10월 11일 (월요일) |  | 편집 |

| \| 2021년 10월 12일 (화요일) \| \| 편집 \| |  |      |
| 경제와 비즈니스 - 한국은행 기준금리: 한국은행(한은)이 금융통화위원회(금통위)를 열고, 기준금리 0.75%의 유지를 결정하였다. 현행 기준 금리는 8월 26일 0.25%p 인상된 수준이다. 문화와 예술 - 넷플릭스의 드라마 오징어 게임을 시청한 가입자가 17일만에 1억 1,100만 명을 기록, 넷플릭스의 최고 인기작으로 기록되었다. 이전 최고 시청 기록은 28일 만에 8,200만명이 시청한 영국 드라마 브리저튼(2020년 12월 25일 공개)이었다. 보건 - 코로나19 범유행 - 대한민국의 0시 기준 누적 확진자 수가 334,163명으로 집계되었다. 전날 0시 대비 1,347명(국내 1,334, 해외유입 13)이 늘었다. 정치와 선거 - 대한민국 제20대 대통령 선거, 정의당 후보 경선: 차기 대선 후보자로 심상정 후보가 선출되었다. - 6일 공개된 정의당 경선 1차 투표 결과 과반 득표자가 나오지 않았으며, 이에 결선 투표가 실시되었다. 그 결과, 심상정 후보가 51.12%를 득표하며 48.88%를 얻은 이정미 후보를 꺾고 정의당의 후보자로 확정되었다. - 심상정 후보의 대통령 선거 도전은 2007년 17대 대선, 2012년 18대 대선, 2017년 19대 대선에 이어 네 번째이다. 처음 완주한 2017년 대선 당시에는 약 201만여 표를 득표, 6.17%의 득표율을 기록하였다. - 바베이도스의 초대 대통령에 샌드라 메이슨 총독이 선출되었다. 임기는 4년이다. 바베이도스는 카리브해의 영연방 왕국인 섬나라로, 오는 11월 공화제(공화국) 전환을 앞두고 있다. |  |      |
| 2021년 10월 12일 (화요일) |  | 편집 |

| 2021년 10월 12일 (화요일) |  | 편집 |

| \| 2021년 10월 13일 (수요일) \| \| 편집 \| |  |      |
| 경제와 비즈니스 - 미국의 부채 한도를 오는 12월까지 한시적으로 상향하는 법안 미국 상원에서도 통과되었다. 앞서 10월 7일 하원 통과에 이은 법안 통과로, 조 바이든 대통령의 서명만이 남았다. 당장의 채무불이행(디폴트) 위험은 해소되었으나, 한시적인 법안이므로 민주당과 공화당의 협상은 계속 이어진다. 보건 - 코로나19 범유행 - 대한민국의 코로나19 범유행 - 대한민국의 0시 기준 누적 확진자 수가 335,742명으로 집계되었다. 전날 0시 대비 1,347명(국내 1,334, 해외유입 13)이 늘었다. 누계가 일부 정정(-5)되었다. - 코로나19 백신 접종 완료 비율이 60%를 넘어섰다. 전날 0시 대비 594,230명이 접종을 완료하였으며, 주민등록인구 대비 접종 완료 비율은 60.8%(18세 이상 70.7%)를 기록하였다. - 일본에서 2020년 코로나로 인하여 학교가 폐쇄된 기간 동안 최소 415명이 어린이가 자살한 것으로 보고되었다. - 필리핀의 누적 사망자 수가 40,000명을 넘어섰다. 전날 대비 173명이 추가로 숨지며, 누적 사망자 수가 40,069명으로 집계되었다. 정치와 선거 - 칠레 야권에서 세바스티안 피녜라 대통령에 대한 탄핵 추진에 나섰다. - 판도라 페이퍼스에 따르면, 피녜라 대통령은 자녀가 소유한 광산 기업 매각과 관여하여 환경 보호 구역 지정을 제외하는 등의 부패 혐의를 받고 있으며, 칠레 검찰이 공식적인 수사를 개시하였다. - 피녜라 대통령의 잔여 임기는 2022년 3월까지로, 약 5개월여가 남은 상태이다. 피녜라 대통령은 지난 2010년부터 2014년 1차 집권하였으며, 2017년 선거에서 승리, 2018년 3월 취임하여 재임 중이다.(칠레의 대통령은 연임은 불가하나, 중임은 가능하다.) |  |      |
| 2021년 10월 13일 (수요일) |  | 편집 |

| 2021년 10월 13일 (수요일) |  | 편집 |

| \| 2021년 10월 14일 (목요일) \| \| 편집 \| |  |      |
| 보건 - 코로나19 범유행 - 대한민국의 0시 기준 누적 확진자 수가 337,679명으로 집계되었다. 전날 0시 대비 1,940명(국내 1,924, 해외유입 16)이 늘었다. 누계가 일부 정정(-3)되었다. 재해 - 제18호 태풍 곤파스가 소멸하였다. 이 태풍으로 인하여 최소 40명 이상이 숨졌으며, 미화 약 8,460만 달러(한화 약 996억 원)의 피해가 발생하였다. 정치와 선거 - 대한민국 이완구 전 국무총리가 숨졌다. 이 전 총리는 제43대 국무총리를 지냈으며, 제15·16·19대 국회의원, 제35대 충남지사를 역임하였다. - 제49회 일본 중의원 의원 총선거: 일본의 기시다 후미오 총리가 중의원 해산을 결정하였다. 이에 따라 오는 10월 31일 총선 실시가 결정되었다. |  |      |
| 2021년 10월 14일 (목요일) |  | 편집 |

| 2021년 10월 14일 (목요일) |  | 편집 |

| \| 2021년 10월 15일 (금요일) \| \| 편집 \| |  |      |
| 보건 - 코로나19 범유행 - 대한민국의 0시 기준 누적 확진자 수가 339,361명으로 집계되었다. 전날 0시 대비 1,684명(국내 1,670, 해외유입 14)이 늘었다. 누계가 일부 정정(-2)되었다. 정치와 선거 - 영국에서 데이비드 에이메스(David Amess) 하원 의원이 흉기 피습으로 숨졌다. 에이메스 의원은 지역구인 사우스엔드 웨스트(Southend West)에서 열린 주민들과의 정례 행사 자리에서 괴한으로부터 피습을 당해 현장에서 숨졌다. 경찰 당국은 용의자를 사건 현장에서 체포하였으며, 에이메스 의원을 찌른 흉기도 확보한 것으로 알려졌다. |  |      |
| 2021년 10월 15일 (금요일) |  | 편집 |

| 2021년 10월 15일 (금요일) |  | 편집 |

| \| 2021년 10월 16일 (토요일) \| \| 편집 \| |  |      |
| 보건 - 코로나19 범유행 - 대한민국의 0시 기준 누적 확진자 수가 340,978명으로 집계되었다. 전날 0시 대비 1,618명(국내 1,594, 해외유입 24)이 늘었다. 누계가 일부 정정(-1)되었다. |  |      |
| 2021년 10월 16일 (토요일) |  | 편집 |

| 2021년 10월 16일 (토요일) |  | 편집 |

| \| 2021년 10월 17일 (일요일) \| \| 편집 \| |  |      |
| 보건 - 코로나19 범유행 - 대한민국의 0시 기준 누적 확진자 수가 342,396명으로 집계되었다. 전날 0시 대비 1,420명(국내 1,403, 해외유입 17)이 늘었다. 누계가 일부 정정(-2)되었다. |  |      |
| 2021년 10월 17일 (일요일) |  | 편집 |

| 2021년 10월 17일 (일요일) |  | 편집 |

| \| 2021년 10월 18일 (월요일) \| \| 편집 \| |  |      |
| 보건 - 코로나19 범유행 - 대한민국의 코로나19 범유행 - 대한민국의 0시 기준 누적 확진자 수가 343,445명으로 집계되었다. 전날 0시 대비 1,050명(국내 1,030, 해외유입 20)이 늘었다. 누계가 일부 정정(-1)되었다. - 16~17세의 미성년자 및 임산부를 대상으로한 코로나19 백신 접종이 개시되었다. 또한 접종을 마친 60세 이상을 대상으로 하는 추가 접종도 개시되었다. - 러시아의 누적 확진자 수가 8,000,000명을 넘어섰다. 하루 사이 34,325명이 추가 확진, 누적 확진자 수가 8,027,012명으로 집계되었다. 스포츠 - 2022년 동계 올림픽: 그리스 올림피아에서 올림픽 성화가 채화, 성화 봉송이 시작되었다. 차기 동계 올림픽은 오는 2022년 2월 중화인민공화국 베이징에서 개최 예정이다. 정치와 선거 - 미국의 정치인, 군인인 콜린 파월이 코로나바이러스감염증-19 합병증으로 숨졌다. 파월은 1960년부터 1993년까지 육군에서 복무, 최종 계급은 대장이었다. 제16대 국가안보보좌관, 제12대 합동참모의장, 제65대 국무장관을 역임하였다. |  |      |
| 2021년 10월 18일 (월요일) |  | 편집 |

| 2021년 10월 18일 (월요일) |  | 편집 |

| \| 2021년 10월 19일 (화요일) \| \| 편집 \| |  |      |
| 보건 - 코로나19 범유행 - 대한민국의 0시 기준 누적 확진자 수가 344,518명으로 집계되었다. 전날 0시 대비 1,073명(국내 1,048, 해외유입 25)이 늘었다. |  |      |
| 2021년 10월 19일 (화요일) |  | 편집 |

| 2021년 10월 19일 (화요일) |  | 편집 |

| \| 2021년 10월 20일 (수요일) \| \| 편집 \| |  |      |
| 보건 - 코로나19 범유행 - 대한민국의 0시 기준 누적 확진자 수가 346,088명으로 집계되었다. 전날 0시 대비 1,571명(국내 1,556, 해외유입 15)이 늘었다. 누계가 일부 정정(-1) 되었다. 정치와 선거 - 현 바베이도스 총독인 샌드라 메이슨이 바베이도스의 첫 공화제 대통령 선거에서 당선됐다. 바베이도스의 공화정과 대통령 임기는 2021년 11월 30일부터 시작된다. - 유럽 의회가 2020년 사하로프상 수상자로 러시아의 야권 정치인, 반부패 활동가인 알렉세이 나발니를 선정하였다. |  |      |
| 2021년 10월 20일 (수요일) |  | 편집 |

| 2021년 10월 20일 (수요일) |  | 편집 |

| \| 2021년 10월 21일 (목요일) \| \| 편집 \| |  |      |
| 과학과 기술 - 대한민국이 추진한 누리호 제1차 발사가 대한민국 전라남도 고흥군 나로우주센터에서 진행되었다. 발사는 순조롭게 진행되었으나 최종 목표인 위성 더미의 궤도 진입은 기술적 문제로 실패하였다. 문화와 예술 - 헐리우드 영화 러스트(Rust) 촬영 중 촬영 감독이 숨지고, 감독도 부상을 입는 사고가 발생하였다. 배우 앨릭 볼드윈이 발사한 소품 총에서 실탄이 나가 촬영 감독이 총상을 입었고, 병원으로 후송되었으나 숨졌다. 관계 당국은 사건 경위를 조사 중이라고 밝혔다. 보건 - 코로나19 범유행 - 대한민국의 0시 기준 누적 확진자 수가 347,529명으로 집계되었다. 전날 0시 대비 1,441명(국내 1,430, 해외유입 11)이 늘었다. |  |      |
| 2021년 10월 21일 (목요일) |  | 편집 |

| 2021년 10월 21일 (목요일) |  | 편집 |

| \| 2021년 10월 22일 (금요일) \| \| 편집 \| |  |      |
| 경제와 비즈니스 - 중화인민공화국 최대 부동산 기업인 헝다그룹(에버그란데)이 8,350만 달러(한화 약 985억 원)의 달러화 채권 이자를 지급하며, 당장의 채무불이행(디폴트) 위기를 벗어났다. 헝다는 지난달 23일 해당 이자를 지급하지 못하였으나, 30일 간 유예 조항에 따라 디폴트 상태는 아니었다. 그러나 헝다는 지난 9월 29일(4,750만 달러)과 10월 11일(1억 4,800만 달러)에도 달러화 채권 이자를 지급하지 못하였고, 유동성 위기는 계속된다. 보건 - 코로나19 범유행 - 대한민국의 0시 기준 누적 확진자 수가 348,969명으로 집계되었다. 전날 0시 대비 1,440명(국내 1,420, 해외유입 20)이 늘었다. |  |      |
| 2021년 10월 22일 (금요일) |  | 편집 |

| 2021년 10월 22일 (금요일) |  | 편집 |

| \| 2021년 10월 23일 (토요일) \| \| 편집 \| |  |      |
| 보건 - 코로나19 범유행 - 대한민국의 0시 기준 누적 확진자 수가 350,476명으로 집계되었다. 전날 0시 대비 1,508명(국내 1,487, 해외유입 21)이 늘었다. 누계가 일부 정정(-1)되었다. |  |      |
| 2021년 10월 23일 (토요일) |  | 편집 |

| 2021년 10월 23일 (토요일) |  | 편집 |

| \| 2021년 10월 24일 (일요일) \| \| 편집 \| |  |      |
| 문화와 예술 - 대한민국의 영화 제작자 이태원이 숨졌다. 이태원은 태흥영화의 설립자이다. 2002년 은관문화훈장에 서훈되었다. 보건 - 코로나19 범유행 - 대한민국의 코로나19 범유행 - 대한민국의 0시 기준 누적 확진자 수가 351,899명으로 집계되었다. 전날 0시 대비 1,423명(국내 1,395, 해외유입 28)이 늘었다. - 인구(주민등록인구현황 기준) 대비 접종 완료 비율이 70%를 넘어섰다. 전날 대비 332,557명이 접종을 완료하며, 전일 대비 0.7%p 증가한 70.1%가 접종 완료을 완료하였다. 이날 1차 접종자는 51,227명이 늘었으며, 인구 대비 1차 접종 비율은 79.4%이다. 정치와 선거 - 대한민국 제20대 대통령 선거: 더불어민주당 후보 경선 2주 만에 이재명 후보자와 이낙연 전 대표가 서울 종로구에서 회동하였다. 이낙연 전 대표는 더불어민주당 선거대책위원회 상임고문직을 맡기로 하였고, 이재명 후보는 이낙연 전 대표의 신복지 정책 등의 공약을 승계한다고 밝혔다. - 우즈베키스탄 대통령 선거에서 샤브카트 미르지요예프 대통령이 득표율 80.31%로 재선하였다. 미르지요예프 대통령은 전임 이슬람 카리모프 대통령이 2016년 9월 임기 중 숨지면서 권한대행을 하였고, 같은 해 11월 치러진 대선에서 90.29%의 득표율로 대통령에 당선, 12월 14일 취임했었다. |  |      |
| 2021년 10월 24일 (일요일) |  | 편집 |

| 2021년 10월 24일 (일요일) |  | 편집 |

| \| 2021년 10월 25일 (월요일) \| \| 편집 \| |  |      |
| 무력 충돌과 공격 - 소말리아 전쟁 (2009년~현재) - 2021년 갈무두그 충돌 - 갈무두그에서 소말리아 국군과 수피 반군사조직인 알루 순나 왈자마 간의 충돌로 인한 사망자가 120명으로 늘었다. (로이터) 예술과 문화 - 엑스포 2020 - 10월 1일 열린 두바이 엑스포 2020 행사에 약 150만 명이 방문했다고 발표했다. (알 아라비야) 경제와 비즈니스 - 영국의 자동차 휘발유 공급 문제가 이어지며, 리터(L)당 가격이 1.4294파운드(142.94펜스, 한화 약 2,300원)까지 오르면서 역대 최고치를 기록하였다. 브렉시트에 따른 인력 부족과 이로 인한 운송 문제에 더하여, 유가가 작년 대비 두 배가 오르며 가격이 치솟았다. 재해 및 사고 - 2021년 태평양 허리케인 시즌 - 허리케인 릭이 멕시코 내륙으로 이동하면서 힘을 잃습니다. 가장 큰 영향을 받는 주는 미초아칸과 게레로, 특히 게레로의 아카풀코 해변 도시입니다. 콜리마, 할리스코, 나야리트와 같은 다른 주는 잠재적인 폭우에 앞서 대피소를 엽니다. (로이터) 보건 및 환경 - 코로나19 범유행 - 아시아의 코로나19 범유행 - 인도의 코로나19 범유행 - 카르나타카의 COVID-19 범유행 - 인도 카르나타카의 6개 지역에서 인구의 90%가 코로나19 백신 1차 접종을 받았습니다. (타임스 오브 인디아) - 대한민국의 0시 기준 누적 확진자 수가 353,089명으로 집계되었다. 전날 0시 대비 1,190명(국내 1,167, 해외유입 23)이 늘었다. 국제 관계 - 말리의 대외 관계 - 말리 과도정부는 ECOWAS 대표가 "자신의 지위와 양립할 수 없는 행동"을 이유로 말리를 떠날 수 있는 72시간의 시간을 주었지만, 정부는 여전히 "전환 과정에서 ECOWAS와 함께 일할 의향"을 유지하고 있다고 덧붙였습니다. (뉴시스) 법과 범죄 - 독일 뮌헨 법원이 이라크에서 5세 야지디족 소녀를 목마름으로 숨지게 한 이슬람국가(IS) 소속 30세 여성에게 징역 10년을 선고했다. 이 여성은 테러와 관련된 일부 혐의를 포함해 여러 혐의로 유죄를 선고받았다.(머니투데이) 정치와 선거 - 압델 파타 엘시시 이집트 대통령은 2017년 4월에 발효된 국가비상사태가 해제될 것이라고 발표했다.(뉴욕 타임스) - 대한민국 제20대 대통령 선거: 더불어민주당의 대선 후보자인 이재명 지사가 경기도지사 직에서 퇴임하였다. 이 전 지사는 경선 승리 이후, 10월 18일, 20일로 예정되었던 경기도의 국정감사 전 사퇴할 것으로 전망되었다. 그러나 예상과 달리 사퇴하지 않고 국정감사에 임하여 감사를 마쳤으며, 이후 10월 24일에는 이낙연 전 대표와 회동하였다. 과학 및 기술 - 코로나19 범유행에 관한 음모론과 허위 정보 - 페이스북과 유튜브를 소유한 알파벳은 자이르 보우소나루 브라질 대통령이 코로나19 백신이 AIDS를 유발한다고 주장하는 동영상이 회사의 백신 정책을 위반한 것으로 밝혀진 후 이를 삭제했다고 발표했다.(AP) 스포츠 - COVID-19 전염병이 스포츠에 미치는 영향 - 2021 NFL 시즌 - 그린 베이 패커스의 브라이언 구테쿤스트 단장은 목요일 밤 풋볼에서 열리는 무패 애리조나 카디널스와의 경기를 앞두고 수비 코디네이터 조 배리와 와이드 리시버 다반테 아담스가 코로나19 양성 반응을 보였다고 발표했다. 시카고 베어스의 맷 나기 감독도 코로나19 양성 판정을 받았다.(AP) |  |      |
| 2021년 10월 25일 (월요일) |  | 편집 |

| 2021년 10월 25일 (월요일) |  | 편집 |

| \| 2021년 10월 26일 (화요일) \| \| 편집 \| |  |      |
| 무력 충돌과 공격 - 연합 민주군 반란 - 2021년 우간다 폭탄 테러 - 어제 음피기 지역의 버스 폭발은 ADF의 자살 폭탄 테러범이 저지른 것으로 밝혀졌습니다. 공격자는 사망하고 3명의 다른 사람들이 부상을 입었습니다. (프랑스 24) (데일리 모니터) - 이라크의 이슬람국가(IS) 반란 - 이슬람국가(IS) 무장세력이 이라크 디얄라 주의 한 마을을 공격해 11명이 숨지고 여러 명이 다쳤다. (연합뉴스) 보건 - 코로나19 범유행 - 대한민국의 0시 기준 누적 확진자 수가 354,355명으로 집계되었다. 전날 0시 대비 1,266명(국내 1,246, 해외유입 20)이 늘었다. 예술 및 문화 - 일본 황실 - 아키시노의 마코 공주는 평민 고무로 케이와 결혼하여 일본법에 따른 황실 칭호를 무효화하고 고무로 마코가 된다. (BBC) |  |      |
| 2021년 10월 26일 (화요일) |  | 편집 |

| 2021년 10월 26일 (화요일) |  | 편집 |

| \| 2021년 10월 27일 (수요일) \| \| 편집 \| |  |      |
| 보건 - 코로나19 범유행 - 대한민국의 0시 기준 누적 확진자 수가 356,305명으로 집계되었다. 전날 0시 대비 1,952명(국내 1,930, 해외유입 22)이 늘었다. 누계가 일부 정정(-2)되었다. |  |      |
| 2021년 10월 27일 (수요일) |  | 편집 |

| 2021년 10월 27일 (수요일) |  | 편집 |

| \| 2021년 10월 28일 (목요일) \| \| 편집 \| |  |      |
| 보건 - 코로나19 범유행 - 대한민국의 0시 기준 누적 확진자 수가 358,412명으로 집계되었다. 전날 0시 대비 2,111명(국내 2,095, 해외유입 16)이 늘었다. 누계가 일부 정정(-4)되었다. |  |      |
| 2021년 10월 28일 (목요일) |  | 편집 |

| 2021년 10월 28일 (목요일) |  | 편집 |

| \| 2021년 10월 29일 (금요일) \| \| 편집 \| |  |      |
| 보건 - 코로나19 범유행 - 대한민국의 0시 기준 누적 확진자 수가 360,536명으로 집계되었다. 전날 0시 대비 2,124명(국내 2,094, 해외유입 30)이 늘었다. |  |      |
| 2021년 10월 29일 (금요일) |  | 편집 |

| 2021년 10월 29일 (금요일) |  | 편집 |

| \| 2021년 10월 30일 (토요일) \| \| 편집 \| |  |      |
| 보건 - 코로나19 범유행 - 대한민국의 0시 기준 누적 확진자 수가 362,639명으로 집계되었다. 전날 0시 대비 2,104명(국내 2,089, 해외유입 15)이 늘었다. 누계가 일부 정정(-1)되었다. |  |      |
| 2021년 10월 30일 (토요일) |  | 편집 |

| 2021년 10월 30일 (토요일) |  | 편집 |

| \| 2021년 10월 31일 (일요일) \| \| 편집 \| |  |      |
| 보건 - 코로나19 범유행 - 대한민국의 0시 기준 누적 확진자 수가 364,700명으로 집계되었다. 전날 0시 대비 2,061명(국내 2,052, 해외유입 9)이 늘었다. 정치와 선거 - 대한민국 제20대 대통령 선거: 국민의힘 후보 경선 마지막 TV토론이 실시되었다. 국민의힘은 오는 11월 5일 최종 후보자를 선출한다. - 제49회 일본 중의원 의원 총선거의 선거 결과 자유민주당(자민당)이 261석을 확보, 과반을 넘어선 절대안정다수(絶対安定多数, 261석) 의석수를 확보하였다. - 10월 14일 중의원(하원) 해산에 따라 실시된 선거이다. - 선거 결과에 따라 기시다 후미오 자민당 총재가 11월 10일로 예정된 특별국회에서 내각총리대신을 연임할 수 있게 되었다. |  |      |
| 2021년 10월 31일 (일요일) |  | 편집 |

| 2021년 10월 31일 (일요일) |  | 편집 |

| <          | 2021년 10월 | 2021년 10월 | 2021년 10월 | 2021년 10월 | 2021년 10월 | >          |
| 일         | 월          | 화          | 수          | 목          | 금          | 토         |
|            |             |             |             |             | 1 8.25 임오 | 2 26 계미  |
| 3 27 갑신  | 4 28 을유   | 5 29 병술   | 6 9.1 정해  | 7 2 무자    | 8 3 기축    | 9 4 경인   |
| 10 5 신묘  | 11 6 임진   | 12 7 계사   | 13 8 갑오   | 14 9 을미   | 15 10 병신  | 16 11 정유 |
| 17 12 무술 | 18 13 기해  | 19 14 경자  | 20 15 신축  | 21 16 임인  | 22 17 계묘  | 23 18 갑진 |
| 24 19 을사 | 25 20 병오  | 26 21 정미  | 27 22 무신  | 28 23 기유  | 29 24 경술  | 30 25 신해 |
| 31 26 임자 |             |             |             |             |             |            |

| - 2021년 - 9월 - 10월 - 11월 - 24일: 우즈베키스탄 대통령 선거 - 31일: 제49회 일본 중의원 의원 총선거 편집하기 |